# Gerardo Balbuena Carrillo
Gerardo Balbuena Carrillo (Lima, 15 de diciembre de 1879-Rochester, 15 de agosto de 1955) fue un abogado y político peruano. Fue diputado de la República en diversos periodos, Ministro de Hacienda y Comercio (1931) y Presidente de la Cámara de Diputados (1941-1944). Fue también presidente del Club de la Unión.

## Biografía
Hijo de José de la Cruz Balbuena y Carolina Carrillo, nació en Chorrillos, balneario del sur de Lima. Cursó sus estudios escolares en el Colegio Nacional Nuestra Señora de Guadalupe, estudios que suspendió momentáneamente al dejarse arrastrar por la pasión política durante la guerra civil de 1894-1895 entre caceristas y pierolistas, siendo enrolado en la escolta del caudillo Nicolás de Piérola. Intervino en los combates librados en las calles de Lima los días 17 y 18 de marzo de 1895. Retomó luego sus estudios escolares y tras culminarlos en 1897, pasó a cursar estudios superiores en la Universidad Mayor de San Marcos. Se graduó sucesivamente de bachiller y doctor en Ciencias Políticas y Administrativas; así como de bachiller y doctor en Jurisprudencia, recibiéndose de abogado en 1903.
En 1907 fue elegido diputado suplente por la provincia de Canta, pero por participar en la sublevación del 29 de mayo de 1909 contra el presidente Augusto B. Leguía fue arrestado, permaneciendo en prisión durante tres meses, luego de lo cual se reincorporó al parlamento. Ese mismo año fundó el diario El Imparcial, que solo duró hasta el año siguiente. En 1913 fue reelegido diputado, esta vez tanto por la provincia de Canta como por la provincia de Marañón. Como miembro del Partido Liberal, integró el comité ejecutivo de la candidatura presidencial de José Pardo y Barreda, quien triunfó por segunda vez en 1915. 
En 1917 pasó a ser cónsul general en México. Después viajó a Estados Unidos y Cuba. En 1920 volvió al Perú, pero el gobierno de Leguía lo mandó al destierro. Regresó tras la caída de dicho régimen, conocido como el Oncenio. 
Fue brevemente Ministro de Hacienda y Comercio (de febrero a marzo de 1931) de la Junta de Gobierno que encabezó el comandante Luis M. Sánchez Cerro. También ejerció como catedrático de Derecho Internacional Marítimo en la Facultad de Ciencias Económicas de San Marcos. 
Fue elegido diputado por Lima al Congreso Constituyente de 1931, que dio la Constitución de 1933 y que sesionó hasta 1936. Restaurada la democracia en 1939, resultó elegido nuevamente diputado por la provincia de Marañón y llegó a presidir su cámara de 1941 a 1944. Durante su gestión se inauguró la Biblioteca Pública de la Cámara de Diputados, medida tomada frente al trágico incendio de la Biblioteca Nacional del Perú. En 1945 fue reelegido como diputado por Marañón, pero no culminó su periodo debido al golpe de Estado de 1948.
En 1950, durante las elecciones generales que elevaron a la presidencia constitucional al general Manuel A. Odría, fue elegido diputado por Loreto para el periodo 1950-1956. En 1955, un problema de salud lo obligó a viajar a Rochester, en Estados Unidos, donde falleció.